# クロックタワー2
『クロックタワー2』（クロックタワーセカンド、CLOCK TOWER 2）は、1996年12月13日にヒューマンから発売されたPlayStation用ゲームソフト。1995年9月14日に発売された『クロックタワー』の続編。

## 概要
ダリオ・アルジェント監督のホラー映画をモチーフにした古典的ホラー映画調の世界観がベースであった前作に対し、今作ではサイコホラー的な世界観が取り入れられ、平穏な日常が殺人鬼の出現によって一瞬にして非日常に変貌してしまう恐怖が描かれている。グラフィックの3D化により、演出、音響面も大きく向上し、前作とは一味違う雰囲気を演出している。
前作同様、3人称視点のマップ内に点在するクリックポイントを調査することで主人公が状況に応じた行動をとるシステムとなっている。
開発は同社が行い、ディレクターの河野一二三、音楽の新倉浩司など前作を手掛けたスタッフが参加したほか、プログラムは樋口正樹が担当している。

## ストーリー
「クロックタワー事件」がノルウェー全土に一大センセーションを巻き起こしてから1年後のオスロが舞台。悲劇の少女として一躍有名になったジェニファーが証言する“巨大なハサミを持った不死身の怪物”がマスコミに「シザーマン」と名付けられ、若者の間で恐怖のシンボルとされる中、彼女の精神治療を担当するバートンはそれを恐怖が生み出した幻想だとしながらも犯人像の割り出しに手間取っていた。そんなある日、死んだはずのシザーマンが再びジェニファーの前に現れる。

## 登場人物
以下の登場人物の内、主要人物及びシナリオに関わるキャラクターは最終シナリオ内でどう行動したかによって生死が分岐する。条件は主に「キャラクターごとに設定された制限時間内に再会する」「キャラクター固有の生存フラグを立てる」のいずれか。ランクAのエンディングを迎えた場合は生存者の数がスタッフロール後のクリアランク表記画面に表示されるが、Aランク以外のエンディングを迎えた場合、生存者の有無に関わらず生存者数は「UNIDENTIFIED（未確認）」となる。
声優表記は「ゲーム版 / ドラマCD版」。

### 主要人物
ジェニファー・シンプソン (Jennifer Simpson)
声 - ルミコ・バーンズ / 西村ちなみ
「ジェニファー編」の主人公。15歳。幼い頃に両親と離別し孤児院で育った長い黒髪の美少女。クロックタワー事件の生還者。
友人を惨殺され、自らも命を狙われたショックによるトラウマを患うが、現在はヘレンの保護の下て落ち着きを取り戻している。
可憐で儚げな容姿とは裏腹に、精神的にはタフで逆境に強い。機械や読書は苦手で、大量の本を見ると頭が痛くなるらしい。
ヘレン編の最終シナリオでは特定の条件を満たした状態で再会しないと死亡し、エンディング分岐に影響を及ぼす。
ヘレン・マクスウェル (Helen Maxwell)
声 - リサ・シライシ / 鶴ひろみ
「ヘレン編」の主人公。30歳。サミュエル・バートン研究室の犯罪心理学助教授。
事件から生還したジェニファーの保護者として彼女を引き取り、共に大学宿舎で暮らしている。ジェニファーとは実の姉妹同然に仲が良い。
ゼミ参加がきっかけで才能を認められ研究室に入ったが、最近ではバートンのやり方を疑問視しており、対立している。知的で凛とした美女。
シナリオ2の図書館編では主人公の選択に関わらず彼女が操作キャラとなる。
ジェニファー編の最終シナリオでは城のどこかに閉じ込められており、救出せずに放置もしくは救出に必要なアイテムを所持していない場合は死亡が確定する。また生死によってエンディング分岐に影響を及ぼす。
ノラン・キャンベル (Nolan Campbell)
声 - ジェフ・マニング / 真殿光昭
オスロウィーク新聞社の三流イエローペーパー記者。26歳。
クロックタワー事件に強い関心を持ち、ジェニファーに近付いたことで事件に巻き込まれてしまう。
精悍で甘さを湛えた顔立ちゆえに軽薄な印象を与えてしまうのは否めないが、記者としての洞察力に優れ、ジェニファーたちを積極的にサポートする。
ジェニファー編の図書館編では主要人物として関わり、フラグ次第でシナリオ2のリック邸編の主人公となる。
ジェニファー編の最終シナリオでは特定の場所に倒れており会話することで生存し、ヘレン編の最終シナリオでは城のどこかに閉じ込められており発見して会話することで生存となる。
実は妹をクロックタワー事件で亡くしており、事件の真相の公表を動機としてジェニファーに接近してきたことが小説版にて明らかにされた。軽薄な印象が強い一方、根は真面目な性格だが、時折主語が「俺」になったり、度を越したホラー映画マニアぶりで取材に支障をきたすティムを「ホラーオタクのデブ」呼ばわりしたりと、粗野な一面も描かれている。
スターン・ゴッツ (Stan Gotts)
声 - ピーター・ストーン / 佐藤正治
クロックタワー事件担当の警部補。42歳。事件発生当事警部が入院中だったため捜査を担当することになった。ジェニファーにはいつも「警部さん」と間違えて呼ばれている。
経験至上主義者で超常現象などは一切信じないが、そんな彼もまたシザーマンの恐怖に巻き込まれてしまう。
ジェニファー編の最終シナリオでは特定の条件を満たした状態でキャラクターのいる部屋に入ることで生存し、ヘレン編では特定の場所に入って会話するだけで生存する。
サミュエル・バートン (Samuel Barton)
声 - ロバート・スペンサー / 大塚明夫
南オスロ大学犯罪心理学教授。52歳。クロックタワー事件を引き起こした犯人に興味を持ちプロファイリングを行う。ジェニファーとエドワードの治療も受け持っている。
学者としては優秀なものの、強引さもはらんだ研究手法については批判も多く、ジェニファーの催眠療法の件で弟子のヘレンと対立している。
“不死身の怪物シザーマン”の存在を冷徹に否定する一方、一連の事件を「面白い」と言い放つエキセントリックな一面も持つ。
彼の机の上にはシザーマンのハサミのレプリカが置かれているが、ヘレン編ではその伏線を回収するかのような展開が用意されている。
プロローグではバートンを操作してゲームを進行し、その途中の行動によって、シナリオがジェニファー編、ヘレン編のいずれかに決定される。
ジェニファー編の最終シナリオでは制限時間内に再会すれば生存するが死亡するとエンディング分岐に影響を及ぼす。ヘレン編ではストーリー上かならず死亡する。

### その他の人物
ハリス・チャップマン (Harris Chapman)
声 - ジョジョ・オオタニ
バートン研究室所属の研究助手。35歳。優秀だが陰気で挙動不審であり、女性であるヘレンが助教授への昇進を先取りしてしまったこともあり、研究室では浮いた存在となっている。ロリコン気質の持ち主でジェニファーに対して屈折した愛情を抱いている。
ジェニファー編の最終シナリオではストーリー上必ず死亡するが、ヘレン編では制限時間内に再会すれば生存する。
エドワード / ダン・バロウズ (Edward / Dan Barrows)
声 - テリー・オサダ / くまいもとこ（シザーマン - 大塚明夫）
クロックタワー事件の現場から救出されたもう一人の生存者。10歳。見る者に恐れを感じさせるほどの雪肌を持つ金髪碧眼の美少年。
発見時、事件を含むすべての記憶を失っており、身元不明のままグラニット孤児院に引き取られた。「エドワード」はケイが与えた仮の名前。ジェニファーと同じく、バートンの治療を受けている。
実は本作におけるシザーマンで事件の犯人。正体は前作に登場したシザーマンこと「ボビィ・バロウズ」の双子の兄である「ダン・バロウズ」。
バロウズ家の信仰する邪教の神の使徒として生を受けた存在で、前作では「さなぎ」と呼ばれる巨大な胎児の姿で成長の途上にあったが、ジェニファーが転げ落とした灯油缶の爆発がもたらした熱により成長が促進され短期間で成体に成長した。成体は極普通の人間と変わらない容姿であり、それを利用して生存者を装って屋敷を抜け出した後、ジェニファーに執着していたハリスとクロックタワー事件に強い関心を持っていたバートン教授を唆して操り、一連の事件を引き起こした
ベス (Beth)
声 - サヨコ・カメイ
ゼミ生。23歳。仮眠室に自分用の枕を持ち込むなど子供っぽさを残し、事件にも面白半分で首を突っ込む。バロウズ城にも観光気分で同行した。
ジェニファー編の最終シナリオでは制限時間内に再会すれば生存し、ヘレン編では再会時の会話シーンで特定の条件を満たすことで生存する。
ダニー (Danny)
ゼミ生。25歳。興味本位でバートンのゼミに参加する。クラッシュしたハードディスクを修復するなどパソコンに強い。
シザーマンが「実在したら面白い」などと言っていたが、大学宿舎での事件では事件発生前に帰宅しておりイギリスへも同行しなかったため、バートン研究室の関係者で唯一、巻き込まれずに済んだ。
ローズ (Rose)
フィエロ社会学研究室の一員でヘレンの友人。30歳。異性に軽率で仮眠室に恋人を連れ込むこともしばしばである。
大学研究棟にシザーマンが現れた際に殺害される。
発見場所によって死にざまが異なり、治療室では治療用のベッドに寝かせられ毛布をかぶせられた状態で長いパイプのようなものを突き立てられて刺殺され、トイレでは胸部をえぐり取られた無残な惨殺死体となって発見される。どちらの場合でも、その凄惨な光景を目の当たりにした主人公は嘔吐してしまう。
ベイカー (Baker)
フィエロ社会学研究室の一員でローズの恋人。 32歳。ヘレン編のオープニング開始時点で既にシザーマンの犠牲となっている。ジェニファー編には登場しない。
ティム (Tim)
声 - ジョジョ・オオタニ
ノランの相棒にして抑え役のカメラマン。太めの体型と赤い帽子が特徴。27歳。
小説版ではホラー映画マニアとして描かれており、ゲーム版とは逆にそのホラー映画マニアぶりでノランを辟易させている。
ジェニファー編・ヘレン編の最終シナリオ双方で制限時間内に再会すれば生存する。
リック (Rick)
声 - バリー・ジャーディ / 塚田正昭
クロックタワー事件の現場となった時計塔屋敷に10年前まで執事として仕えていた老人。65歳。バロウズ家の秘密を知る数少ない人物。
引退後は何かから隠れるように暮らしていた。セント・バーナードのビクターを番犬に飼っている。
シナリオ2でリックの家を選んだ場合、ジェニファー編ではシャンデリアの下敷きとなって、ヘレン編では狂ったビクターに襲われて死亡する。
サリバン (Sullivan)
声 - バリー・ジャーディ / 伊井篤史
市立図書館館長で、バートンの友人。72歳。冒険好きでさばけた人物だが、ジェニファー曰く「話が長い」。
シナリオ2で図書館を選んだ場合、大時計ののぞき窓から様子見のために首を出した瞬間に降りてきた時計の針に首を挟まれ、そのまま切断されて死亡。
サンドラ (Sandra)
声 - なし / 守友都
市立図書館の役員。小説版では別の役員になっており、彼女自身は登場しない。
シナリオ2の図書館編においてヘレンに応対するが、シザーマンに殺され本棚に頭を突っ込まれた状態で発見される。
ケイ・サターホワイト (Kay Satterwhite)
声 - マヤ・ムーア
グラニット孤児院の教師でエドワードの後見人。26歳。ジェニファーがバロウズ邸へ向かった後に赴任してきたためジェニファーとは本編開始まで面識がなかった。
実は事件関係者の中でエドワードの正体を直接的に知っている唯一の人物で、シザーマンである彼の人心掌握によって隷属的な立場に追いやられ凶行に加担させられている。

## ゲームシステム
カーソルとクリックポイント
常に画面に表示されている矢印（カーソル）の移動とクリックの組み合わせによって、移動、アイテムの入手・使用、選択肢の決定などの全てのアクションを行う。イベントの設定された場所はクリックポイントと呼ばれ、その上ではカーソルの形が変化する。カーソルは色の変化で体力を表示するほか、激しい点滅によってキャラクターがパニック状態に陥っていることを知らせる。
体力
主人公の体力は三段階に分かれ、カーソルの色で判別する。最大は白、一段階減るとオレンジと白が明滅し、二段階減った最低状態だと赤になる。シザーマンとの揉み合いやトラップによるパニック状態を切り抜けると一段階減少し、通常状態でのみ時間と共に回復する。最低の段階でパニック状態に入ると連打の有無にかかわらず必ず回避に失敗し、死亡する。何かしらのイベントで減少する場合もある。シザーマンを撃退できずパニック回避を繰り返すと、いずれ体力が尽きて追い詰められてしまうが、死亡してコンティニューすると一段階回復するので、シザーマンを回避不可で詰みに陥る事は無い。
アイテムウインドウ
所持アイテムを表示するウィンドウ。画面上部の黒帯の部分が表示領域となっており、カーソルをそこへ移動させることで入手アイテムが表示される。アイテムをクリックするとアイテムのアイコンがカーソルの先端に付き、この状態で使用対象をクリックすることでアイテムが使用される。表示中もゲームの進行は止まらず、シザーマン出現の不安を常にプレイヤーに与え続ける。
一部、入手してもアイテムウインドウに表示されず、特定の箇所をクリックした際に自動で使用されるアイテムもある。
シナリオ
シザーマンに襲われた主人公が閉じ込められた建物からの脱出を図る、ゲームの主軸となるパート。プロローグ・シナリオ1・シナリオ2・ラストシナリオの4部構成。プロローグのみシザーマンは出現しない。
通常状態
シナリオ中、シザーマンが出現していない状態。調査や脱出へのフラグ立てはこの状態でしか行えない。
逃走状態
主人公がシザーマンに追跡されている状態。クリックポイントが通常状態と異なり、何らかのイベントによってシザーマンを撃退、もしくは回避しない限り解除されない。シザーマンの出現パターンは特定のイベントによる「イベント出現」、撃退後の時間経過による「ランダム出現」、特定の地点をクリックした時の「トラップ出現」の3種類。シザーマンに接近されるとパニック状態に移る。
パニック状態
シザーマンに接近されたり、トラップに襲われるなどで主人公が生命の危機にさらされている状態。カーソルが点滅している間に×ボタン（マウスでは右ボタン）を所定の回数連打することで回避できる。連打に失敗した場合は死亡する。体力が最低値の場合は連打にかかわらずゲームオーバーとなる。メニュー画面に戻った後、コンテニューを選ぶと殺された地点に入室した直後の状態から再スタートとなる。なお、階段等の段差がある場所でシザーマンに追い詰められた場合、連打の有無に関わらず殺されてしまう事がある。
また、本作ではクリックしても必ず殺されてしまう罠の回避ポイントや、回避の成功がランダムで決まる回避ポイントの他、カーソル点滅中に特定の手順を踏まないと回避できないトラップも数多く仕掛けられている。
スタッフはこのボタン連打による緊急回避を「Renda Sezuniwa Irarenai（連打せずにはいられない）」の頭文字を取ってRSIシステムと命名している。
オープニング状態
シナリオの冒頭部分。日常と非日常の境目。主に人物との会話を行ってフラグを立てる半自動進行で、シザーマンの出現をもって逃走状態に移行する。
通常状態と異なり、移動地点及びシザーマンの回避・撃退に有効なクリックポイントしか表示されなくなる。
プロローグとラストシナリオにはこの状態は存在しない。
インターミッション
シナリオとシナリオの間に挿入されるパート。オスロ市の俯瞰図から施設に入り、そこにいる人物と会話をすることで次のシナリオへのフラグを立てていく。昼間の時間帯=日常のシーンであり、シザーマンが出現しない。
大学研究棟
南オスロ大学の研究棟。サミュエル・バートン研究室がある。1階には警備員が2人常駐している。
大学職員官舎
ヘレンとジェニファーが住む南オスロ大学の職員寮。
市立図書館
サリバンが館長を務める図書館。シンボルの大時計は長い間動かされていない。
ノルウェー国際ホテル
ケイとエドワードが滞在しているホテル。
オスロウィーク新聞社
ノランとティムが勤める新聞社。
警察署
ゴッツが勤務する警察署。
リックの家
オスロ郊外に位置する邸宅。

シナリオ分岐 / マルチエンディング
プロローグでの行動によって、物語は「ジェニファー編」と「ヘレン編」に大きく分岐する。その後もプレイヤーの行動によって展開は変化し、それぞれA〜Eまで用意されたエンディングのいずれかを迎えることになる。また、主人公以外の人物の生死もその多くがプレイヤーに委ねられている。最高のエンディングであるAに到達すると、そのプレイにおける最終シナリオの生存者数が表示される。D以外のエンディングにはCGムービーが用意されている。

### シナリオの分岐
プロローグにおけるプレイヤーの行動によって主人公がジェニファーもしくはヘレンに決定され、前者なら「ジェニファー編」、後者なら「ヘレン編」として以降の物語が進行する。物語は双方で独立しており、謎解きの手順やシナリオの展開、各エンディングの内容などは異なる。
プロローグ
大学研究棟（サミュエル・バートン）
何としても事件の手がかりを得たいバートンはジェニファーに退行催眠を施すも思うような結果を得られずにいた。ヘレンがジェニファーを連れて帰った後。バートンは新聞社の取材の予定を消化しに向かう。

シナリオ1（ジェニファー・シンプソン / ヘレン・マクスウェル）
大学研究棟
ジェニファー編：ノランとのデートの帰り、誰かにつけられているような気配を感じたジェニファーは南オスロ大学に逃げ込む。警備員に助けを求めるもシザーマンが姿を現したため校舎内へと逃げ込み、閉ざされた建物からの脱出を図ることとなる。
ヘレン編：仮眠室で休んでいたヘレンは何者かのノックの音に目を覚ます。ドアの覗き窓越しに同僚の姿を認めて扉を開けるものの、その背後にいたのはシザーマンだった。ありえない非常事態を前に、閉ざされた建物からの脱出を図ることとなる。

シナリオ2（ノラン・キャンベル / スターン・ゴッツ）
インターミッション時の選択に応じて物語の舞台がリックの家か市立図書館のいずれかに分岐する。また、プロローグでの行動によりキーアイテム『魔像』の所在が変化し、エンディング分岐に影響を及ぼす。
リックの家
ジェニファー編：ジェニファーの依頼で手がかりとなるアイテム『魔像』を回収すべくリック宅を訪れたノランはイギリスにあるというバロウズ城の話を聞かされるが、リックの唐突な死と共にシザーマンが出現し逃走しながらの手がかりの探索を余儀なくされる。
ヘレン編：ヘレンの依頼で手がかりとなるアイテム『魔像』を回収すべくリック宅を訪れたゴッツはイギリスにあるというバロウズ城の話を聞かされるが、リックの唐突な死と共にシザーマンが出現し逃走しながらの手がかりの探索を余儀なくされる。
市立図書館（ヘレン・マクスウェル）
手がかりとなるアイテム『魔像の回収』と同時にシザーマンの手がかりを得るために図書館の希覯本閲覧室を訪れたヘレンは歴史書にバロウズ城の記述を発見する。しかしシザーマンの魔の手によって館長が殺され、ヘレンにも危機が迫る。
このシナリオのみ、ジェニファー編とヘレン編で同一の内容となる。

ラストシナリオ(シザーマン)
このシナリオは多くの登場人物の生死がプレイヤーに委ねられており、シナリオ中で取った行動やその人物と再会するまでに掛かった時間に応じて彼らの末路が変化していく。
バロウズ城
シザーマンの謎に迫るためイギリスへ飛んだ一行はバロウズ城付近の森でキャンプを張るが、翌朝ジェニファー、ハリス、エドワードの3人が姿を消してしまう。ヘレンたちは急いでバロウズ城へと向かう。
ジェニファー編：ジェニファーはバロウズ城の書庫で目を覚ます。目の前にシザーマンが居たが正体はハリスだった。彼は何者かの指示でジェニファーを手に入れるために模倣殺人を行っていたと明かすが、直後に本物のシザーマンに殺される。
ヘレン編：バロウズ城に辿り着いたヘレンだが城内に立ち入った瞬間、地響きによって意識を失い、気が付いた時には入口付近の床に大穴が空き、周囲に誰もいなくなっていた。

## キーワード
これらは後述のノベライズ版にて明らかにされた設定である。
バロウズ家
15世紀初頭、バーシー家の従臣から辺境領主として起こったイングランドの貴族。スコットランドとの国境を5世紀に渡り統治していた。1912年にイギリスからノルウェーへ移住。
セオドール・バロウズ
バロウズ家初代城主。百年戦争から帰還した後、極端に死を恐れるようになり邪教を崇拝するようになる。死と恐怖を求める神にそれらを献上するという信仰の元、領地の子供を誘拐しては虐殺したため「人喰いバロウズ」と畏怖された。
その後、イングランド国王に凶行が露見することを恐れた親族の手で毒殺されたとも、死をもって自らの命を邪神に捧げる羽目になったとも言われている。
バロウズ城
イングランド北部、イギリス海峡に面した崖の上に立つ城。15世紀半ば、当時この地方の領主だったセオドール・バロウズが百年戦争から帰還した際に建造。簡素で戦闘的であるにもかかわらず城壁や堀を持たない外観は、非物理的な力による防衛が図られていたことを示しているという。
また城内には多くの燭台が灯されていることから無人ではなく、作中でヘレンが「バロウズ家の一部の人間が城の管理のために居残っている」と推測している。
偉大なる父
バロウズ家が信仰する邪教における神。人々に死を与え、彼を崇拝する者には魂の不死を与えると言われる。
偉大なる父の息子
バロウズ家が信仰する邪教において、崇拝者に死と恐怖をもたらす存在。「偉大なる父の使徒」とも。神学における天使のような存在で巨大なハサミを持ち、扉を開いて降臨すると言われる。
彼らに肉体を滅ぼされることで崇拝者は魂の不死を獲得し、死を迎えた己の肉体に再度宿ると共に、人々の恐怖を糧に永遠の時を生きるという。
バロウズ家の女の胎内に生じる次元の扉を通じて生まれ、生後10年をかけて「サナギ」と呼ばれる巨大な嬰児の姿に成長したのち、羽化して成体となるが、生殖機能はない。「強力なサイ・パワーを有し、その肉体は物理的衝撃の一切を無効化する。また、成体は極普通の人間の姿だがそれは擬態に過ぎず、粘液に塗れた肉体と鋭い牙を備えた獣のような姿が正体である。
人間と異なる次元に潜む存在であり、生まれ出る時とは逆に次元の扉を通じて元いた次元に追放することが唯一の撃退方法となる。しかし異次元の存在であるがゆえに魂そのものを滅ぼすことはできず、いずれまた人の世に生れ落ちる時が来るとされている。
13代目クウェンティン・バロウズの代に、彼の手によって「偉大なる父の息子」の追放が果たされて以来80年近バロウズ家に平穏が続いていたが、サイモン・バロウズの代になって再びシザーマンが生れ落ちることになる。
次元の扉
偉大なる父の息子が住処である異次元と現世を往来する際の道となる扉。
偉大なる父の息子は扉を通じて現世に降臨するが、逆に扉が再び開いた時には元居た場所に帰らねばならないとされている。
現世に降臨するための扉はバロウズ家の女性の胎内に生じるとされており、元居た次元に送り返すための扉はバロウズ城の地下に隠されているが、バロウズ城地下の扉についてはクエンティンがシザーマン打倒のために用意したものなのか、これ自体が邪教由来のものなのかは作中では明言されていない。
クェンティン・バロウズ
バロウズ家13代目城主。初代セオドールから4世紀に渡り続いてきた邪教信仰に反対した唯一の人物。邪教信仰を根絶すべく奔走し自らの代に生まれた偉大なる父の息子を滅ぼすことに成功したものの、邪教派により暗殺された。
邪教の使徒であるシザーマンを追放する手立てに関する秘密を城内に密かに残しており、シザーマン打倒を目指すジェニファーら一行の大きな助けとなった。また、小説版での描写に依れば、シザーマン打倒のための情報は一族のノルウェー移住後にも密かに伝えられていた様である。
サイモン・バロウズ
バロウズ家の現当主。自分の代になって生まれ落ちた偉大なる父の息子を滅ぼすことを決意し自ら動いていたものの最終的に失敗し死亡する。
被害を最小限に止めるべく屋敷の使用人全てを解雇しており、その際に忠実な執事のリックに先祖から密かに伝えられたシザーマン打倒の鍵となる情報を託していた。
グラニット孤児院
ジェニファーが育った孤児院。ケイはジェニファーがバロウズ邸に引き取られた後にここに就任した。
時計塔屋敷
巨大な時計塔に由来するバロウズ邸の別名。クロックタワー事件の現場となった。付近の人々はこの鐘の音を合図に生活していた。
大きな城のリトルジョン
バロウズ城の怪物をモチーフに周辺地域で歌われた童歌。ラストシナリオで聞くことになる。3番まであり、『ファミ通』攻略本に歌詞が掲載されている。

## エンディング
本作には主人公ごとにAからEまでの5つ、計10個のエンディングが存在し、Aランクがベストエンディングと位置付けられているが、物語上どのエンディングが正史となるのかについては明言されていない。

### ジェニファー編
エンディングA
ジェニファーはバロウズ城の地下でシザーマンとしての正体を現したエドワード（ダン）と遭遇し、危機に陥るもノランがエドワードの気を引き付け、その隙にジェニファーは魔像と「扉を開く言葉」によって次元の扉を開く。エドワード共々ジェニファーも吸い込まれそうになるが青銅の短剣でエドワードを刺し、怯んで手を離した瞬間にエドワードは扉の奥へと吸い込まれ、ジェニファーはノランに助けられる。しかし、脱出する間もなく城は崩壊し、二人は瓦礫の中に取り残されてしまう。まもなく救助され、駆けつけてきたヘレンに引き上げられたジェニファーは固い抱擁を交わし合う。
エンディングB
シザーマンを次元の扉に追放したものの、ジェニファーも共に吸い込まれて犠牲になってしまった。ヘレンとノランはジェニファーの墓の前でその死を悼む。
エンディングC
シザーマンと対峙するも、その正体に気づかないままジェニファーは岩陰から奇襲してきたケイに殺される。その後、バロウズ城跡で唯一の生存者となったエドワードが救出され担架で運ばれていく中、彼は閉じていた両眼を見開き不敵な笑みを浮かべた。
エンディングD
エドワードと再会したジェニファーは「出口が見つかった」という彼の言葉を信じ仲間たちが待っているという場所に行こうとするが、エドワードに背後から刺されて絶命する。地面に広がった血溜まりに、ジェニファーの亡骸を見下ろすエドワードの顔が写る。
エンディングE
シザーマン打倒の鍵となるはずの魔像は見つからず、ジェニファーは落胆と共にその顛末を日記に記していた。その時、窓の外から聞き覚えのあるハサミの音が響き渡る。

### ヘレン編
エンディングA
ヘレンはジェニファーを助けるべくシザーマンを撃つが、その正体はバートンだった。彼はシザーマンという快楽殺人者への興味を深める内にそのどす黒い魂に惹かれて一体化し、自らシザーマンとなって殺人に手を染めていたことを告白して息を引き取る。ヘレンはその言葉から真のシザーマンは健在だと考えて調査を続け、バロウズ城の地下で犯人であるエドワードと対峙する。魔像と「扉を開く言葉」で次元の扉を開くも猛烈な吸引に巻き込まれエドワード共々吸い込まれそうになるが、駆けつけたゴッツの銃撃を受けたエドワードは次元の扉の彼方へ消えていった。ヘレンはゴッツと共に無事逃げおおせるもののジェニファーが中に取り残されてしまう。ヘレンは彼女の生存を信じて待ち続け、やがて救出されたジェニファーを抱きしめ、全てが終わったと告げる。
エンディングB
ジェニファーの救出に失敗するも折れることなく調査を継続した末、ヘレンは地下洞窟で次元の扉を開くものの次元の扉に吸い込まれそうなエドワードに道連れにされかけ、ゴッツが駆けつけるもなすすべもなくエドワードもろとも吸い込まれてしまった。報道陣がバロウズ城跡で惨状を伝える背後、シザーマンのハサミが落ちている場所から遠く離れた位置にある瓦礫の隙間から何者かの手が突き出す。
エンディングC
ジェニファーを助けられなかったヘレンだが地下でバートンと再会し、奥で手掛かりを見つけたと知らされる。しかし先に進もうとした途端、背後からバートンに撲殺される。
すべてが終わった後、ヘレンの墓の前に佇ずむゴッツの姿を嘲笑うかのようにハサミの音が鳴り響く。
エンディングD
シザーマンに扮したバートンを撃ち、ジェニファーを助けたヘレン。バートンの犯行の動機の告白を聞かされその死を見届けたヘレンは、何か腑に落ちない様子を見せつつ、事件の解決を喜ぼうというゴッツの言葉に頷く。真のシザーマンが未だ健在であるとも知らずに…。
エンディングE
魔像が見つからず、シザーマンを倒す手立てが失われてしまった。ヘレンは大学宿舎に帰宅して部屋に戻るが、ジェニファーは背中にハサミを突き立てられて死亡していた。まさかの事態に駆け寄るヘレンの背後でゆっくりと閉じていく部屋の扉、その裏にシザーマンが潜んでいた。

## スタッフ
- ディレクター - 河野一二三
- メインプログラマー - 樋口正樹
- ビジュアルディレクター - 島崎洋一郎
- サウンドディレクター - 高添香織
- ミュージックコンポーザー - 新倉浩司

## メディア展開

### ラジオドラマ
ラジオ番組『子安・氷上のゲムドラナイト』でラジオドラマがオンエアされた。
リスナーの投票で放送されるシナリオが決まるというもので、同作品を収録したドラマCDには未放送分も完全収録されている。後述の小説版と違い、ゲーム本編との相違点が多い。
予告で披露したヘレンの物真似の元ネタは、「1」は淀川長治、「2」は小森和子である。

### 小説
牧野修が手がけたノベライズ版『クロックタワー2 アドベンチャーノベル』が、『ジェニファー編』と『ヘレン編』の2作発売された。選択肢によって展開が分岐する方式でゲームの雰囲気を再現する試みがなされている。ストーリーはゲームにほぼ忠実だが、ゲーム中では語られなかった多くの設定が明らかにされている。ゲーム同様に双方共にシナリオの細部の展開や結末は独立したものになっている。